# تربة رملية
التربة الرملية (بالإنجليزية: Sandy soil)‏ هي تربة تتكوّن من حبيبات كبيرة. تسمى بالتربة الخفيفة لأنها سهلة العزق أو النكش في جميع حالات الطقس. ونظراً لنسبة الماء الضئيلة التي يمكن أن تحتفظ بها هذه الأتربة، فإنها تجف بسرعة. هي من الترب الفقيرة لأن حبيباتها لا تحتوي على مواقع تبادل للشوارد. تحتاج هذه الأنواع من الأتربة إلى كميات كبيرة من المواد العضوية لكي يتحّسن وضعها ومستوى خصوبتها وقدرتها على الاحتفاظ بالماء.